# Reguła podwójnego zapisu
Reguła podwójnego zapisu – jedna z podstawowych zasad rachunkowości.
Zgodnie z nią, każda operacja gospodarcza jest ewidencjonowana na co najmniej dwóch różnych kontach, po dwóch różnych stronach i w identycznej wartości na stronach różnych kont (zapis jednakowy). Np. zakup towaru handlowego za gotówkę jest ewidencjonowany po stronie Ma konta "Kasa" (co odzwierciedla zmniejszenie się stanu gotówki) i po stronie Winien konta "Rozliczenie zakupu towarów" (dając informacje, że zakupiono i zapłacono za towary, ale bez informacji czy otrzymano te towary).
Dzięki stosowaniu tej reguły możliwe jest zachowanie zasady równowagi bilansowej, która zakłada że suma wartości wszystkich składników majątku jest równa sumie wartości źródeł ich finansowania.